# Artyom Galadzhan
Artyom Sergeyevich Galadzhan (Novorossiysk, 17 de dezembro de 1994) é um futebolista profissional russo que atua como atacante.

## Carreira

### Lokomotiv Moskva
Artyom Galadzhan se profissionalizou no Lokomotiv Moskva, em 2014.

## Títulos
Lokomotiv Moskva
- Campeonato Russo: 2017–18